# Pier Giorgio Bellocchio
Pier Giorgio Bellocchio (Roma, 16 aprile 1974) è un attore italiano.

## Biografia
Figlio del regista Marco Bellocchio e dell'attrice Gisella Burinato, Pier Giorgio Bellocchio debutta come attore all'età di sei anni, recitando al fianco dei genitori nelle pellicole Vacanze in Val Trebbia e Salto nel vuoto del 1980. Fatta eccezione per il cortometraggio Elena diretto dal padre, Pier Giorgio Bellocchio tornerà a recitare soltanto nel 1999 con La balia. Nel 2003 è in scena con lo spettacolo teatrale Tracce. Scritti e letture da Cesare Battisti per la regia di Renato Chiocca, in seguito Pier Giorgio Bellocchio prenderà parte a quasi tutti i film diretti dal padre, come Buongiorno, notte o Vincere, ed in altre pellicole come Radio West o Melissa P. Nel 2023 partecipa alla miniserie Sei donne - Il mistero di Leila.
Oltre a recitare nei film del padre Marco, Pier Giorgio Bellocchio collabora anche nelle vesti di produttore, occupandosi degli aspetti finanziari delle pellicole. Ha inoltre curato la produzione di altri film come H2Odio e videoclip come Non resisto di Irene Grandi. Come regista ha invece debuttato nel 1994 in De Generazione, film girato a più mani da numerosi registi italiani. Bellocchio in particolare ha diretto il segmento intitolato Arrivano i nostri.

## Filmografia

### Attore

#### Cinema
- Vacanze in Val Trebbia, regia di Marco Bellocchio (1980)
- Salto nel vuoto, regia di Marco Bellocchio (1980)
- Elena (cortometraggio), regia di Marco Bellocchio (1997)
- La balia, regia di Marco Bellocchio (1999)
- Radio West, regia di Alessandro Valori (2003)
- Buongiorno, notte, regia di Marco Bellocchio (2003)
- Al di là delle frontiere, regia di Maurizio Zaccaro (2004)
- Melissa P., regia di Luca Guadagnino (2005)
- Sorelle, regia di Marco Bellocchio (2006)
- La figlia di Elisa - Ritorno a Rivombrosa, regia di Stefano Alleva (2007)
- Vincere, regia di Marco Bellocchio (2009)
- 6 giorni sulla Terra, regia di Varo Venturi (2011)
- Bella addormentata, regia di Marco Bellocchio (2012)
- È stato il figlio, regia di Daniele Ciprì (2012)
- A fari spenti nella notte, regia di Anna Negri (2012)
- La fabbrica (cortometraggio), regia di Simone Gattoni (2012)
- Il terzo tempo, regia di Enrico Maria Artale (2013)
- Sangue del mio sangue, regia di Marco Bellocchio (2015)
- Fai bei sogni, regia di Marco Bellocchio (2016)
- Letto numero 6, regia di Milena cocozza (2019)
- Il traditore, regia di Marco Bellocchio (2019)
- Marx può aspettare (documentario), regia di Marco Bellocchio (2021)
- Diabolik, regia dei Manetti Bros. (2021)
- Ero in guerra ma non lo sapevo, regia di Fabio Resinaro (2022)
- Esterno notte, regia di Marco Bellocchio (2022)
- Diabolik - Ginko all'attacco!, regia dei Manetti Bros. (2022)
- Diabolik - Chi sei?, regia dei Manetti Bros. (2023)
- Martedì e venerdì, regia di Fabrizio Moro e Alessio De Leonardis (2024)
- Invisibili, regia di Ambra Principato (2025)

#### Televisione
- R.I.S. - Delitti imperfetti, regia di Alexis Sweet - serie TV, episodio 1x10 (2005)
- In Treatment – serie TV (2013)
- L'ispettore Coliandro - serie TV (2017)
- Camera Café – serie TV (2017)
- Ultimo - Caccia ai Narcos - miniserie TV (2018)
- Non uccidere, regia di Michele Alhaique - serie TV, episodi 2x19 e 2x20 (2018)
- Un passo dal cielo - serie TV, quinta stagione (2019), episodio "La sorgente dell'odio"
- Imma Tataranni - Sostituto procuratore, regia di Francesco Amato - serie TV, 6 episodi (2019-2022)
- Sei donne - Il mistero di Leila, regia di  Vincenzo Marra - serie TV, 5 episodi (2023)
- L'amica geniale - Storia della bambina perduta - serie TV (2024)

### Produttore
- Diabolik, regia dei Manetti Bros. (2021)